# Simulium dolomitense
Simulium dolomitense es una especie de insecto del género Simulium, familia Simuliidae, orden Diptera.
Fue descrita científicamente por Rivosecchi, 1971.